# Delphinium poltaratzkii
Delphinium poltaratzkii är en ranunkelväxtart som beskrevs av Franz Josef Ivanovich Ruprecht. Delphinium poltaratzkii ingår i släktet storriddarsporrar, och familjen ranunkelväxter. Inga underarter finns listade i Catalogue of Life.